# Четверик (архитектура)

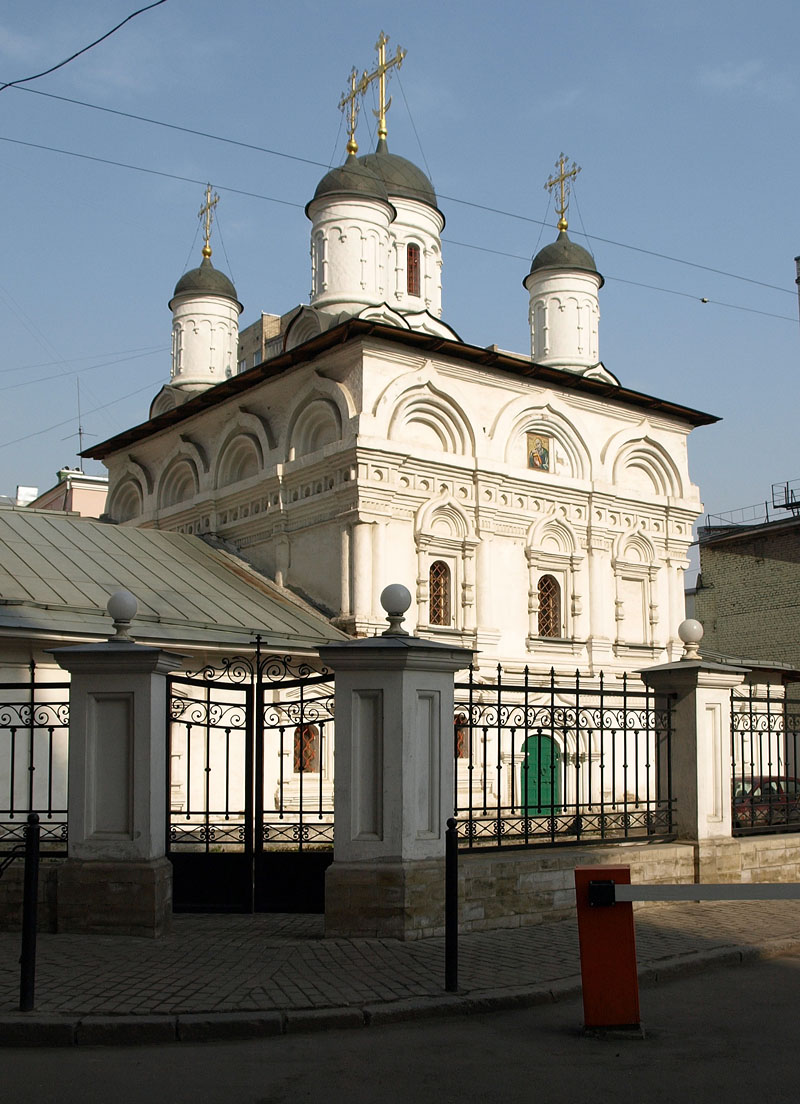
Храм Иоанна Богослова в Москве. XVII век.

Четвери́к — четырёхгранный (четырёхугольный в плане) объём в русской деревянной и каменной архитектуре.
В храмовой архитектуре допетровского времени форму четверика имела основная часть здания храма, а внутри он мог иметь столбы, несущие своды и купол. В XVII—XVIII веках получили распространение бесстолпные храмы с четвериком, перекрытым крещатым, сомкнутым или ступенчатым сводом. В шатровых храмах и в архитектуре нарышкинского барокко четверик часто использовался в сочетании со стоящим на нём верхним восьмигранным ярусом — восьмериком. Такой многоярусный храм часто называют «восьмерик на четверике».

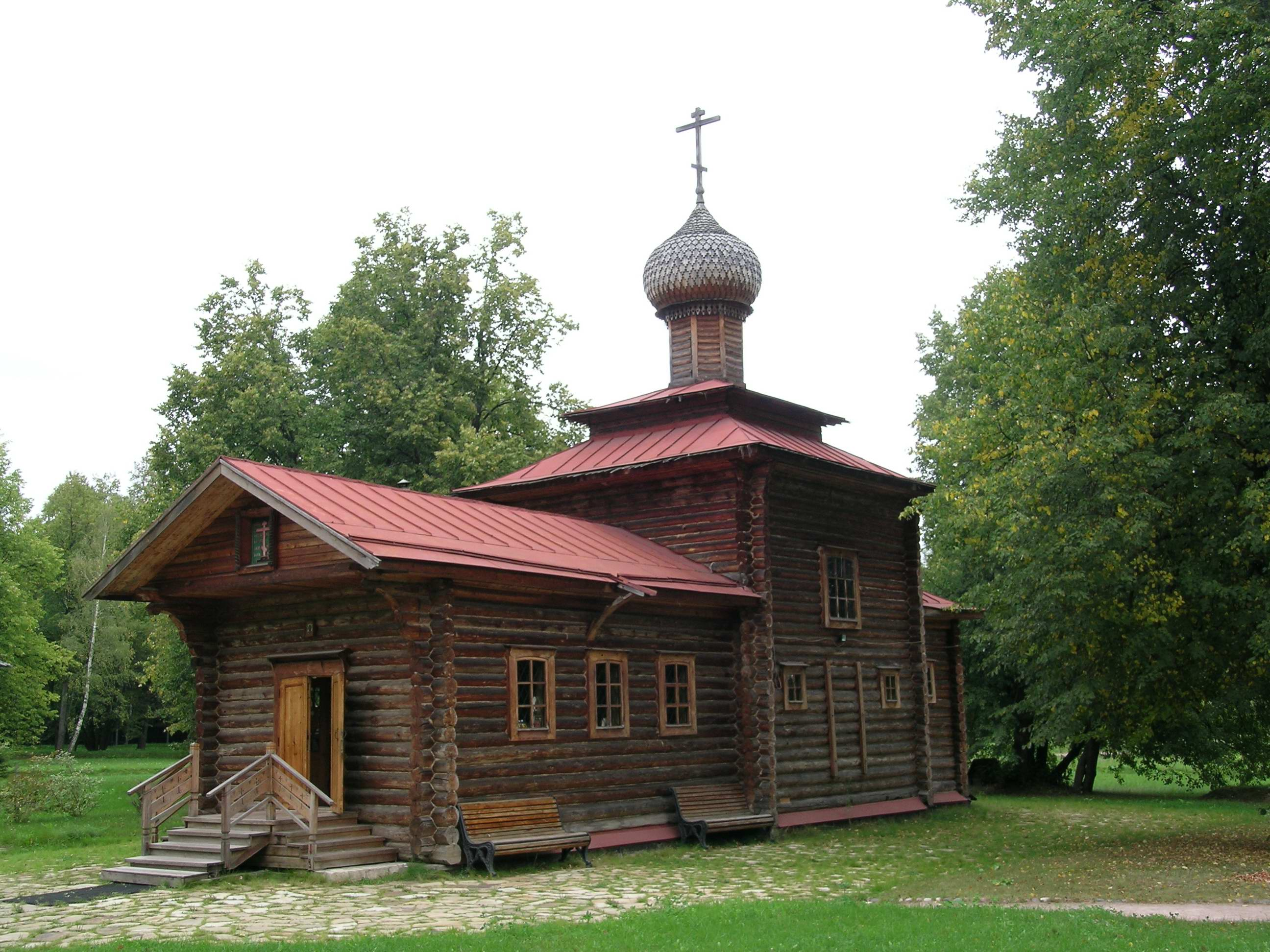
Храм на Бутовском полигоне в Москве